# Parcum
PARCUM is het door de Vlaamse Overheid erkende museum en expertisecentrum voor religieuze kunst en cultuur. Het is gevestigd in de Abdij van Park in de Belgische gemeente Heverlee bij Leuven.

## Geschiedenis
In 1997 werd PARCUM opgericht onder de oude naam Centrum voor Religieuze Kunst en Cultuur (CRKC) door de Vlaamse bisdommen, de koepel van de religieuzen in Vlaanderen, de Vereniging van Vlaamse Norbertijnenabdijen en de KU Leuven. 
In 2017 opende het vernieuwde Museum PARCUM. Deze bevindt zich in de voormalige pastorij van de Abdijkerk. De naam PARCUM verwijst naar de Abdij van Park.
Sinds januari 2020 gaan CRCK en PARCUM samen onder één naam. 
In 2026 zal Museum PARCUM na de volledige restauratie van de Abdij uitgebreid worden met 50 m² extra tentoonstellingsruimtes en een nieuw onthaal. 

## Collectie
In Museum PARCUM zijn onder andere stucwerken te zien van de kunstenaar Jan Hansche, die ook het stukwerk in het Kasteel van Horst voorzag. Hij maakte de plafonds in de refter en de bibliotheek. Daarnaast zijn de glasramen van Jean de Caumont die het leven uitbeelden van de heilige Norbertus te bezichtigen in de pandgang. Deze glasramen, erkend als Vlaams Topstuk, beelden 41 momenten uit het leven van Norbertus uit.
Naast de stukken die rechtstreeks verbonden zijn aan Abdij van Park worden er in Museum PARCUM ook tijdelijke tentoonstellingen georganiseerd. De eigen collectie wordt hierbij vaak aangevuld met bruiklenen van andere musea, kerken en archieven. De collectie van PARCUM is vanaf 1997 gevormd door stukken die het CRKC en later het expertisecentrum onderbrachten. Dit gaat veelal over erfgoed afkomstig uit kerken en kloosters elders in België, die noodgedwongen hun deuren moesten sluiten door secularisering.

## Galerij

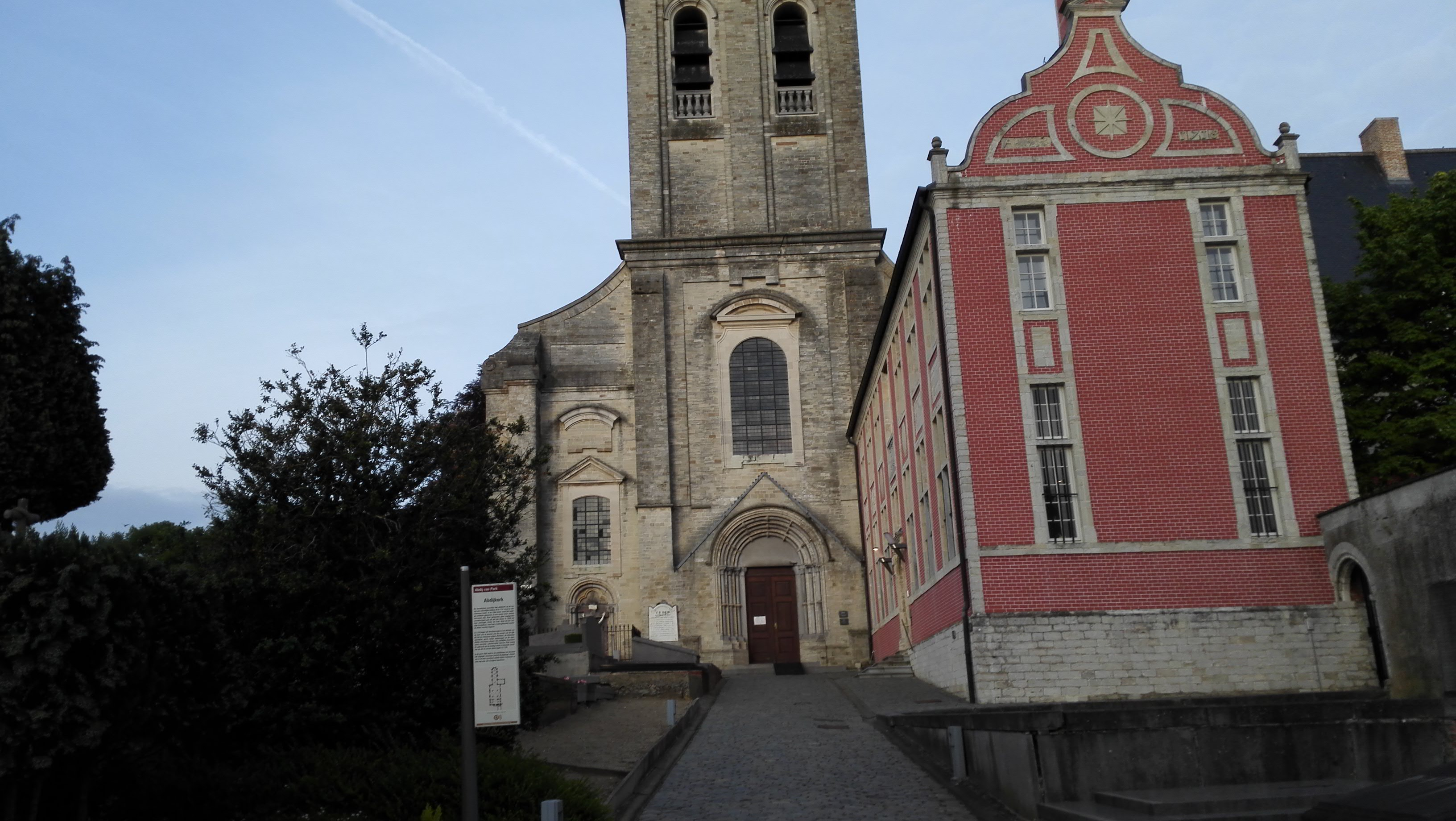
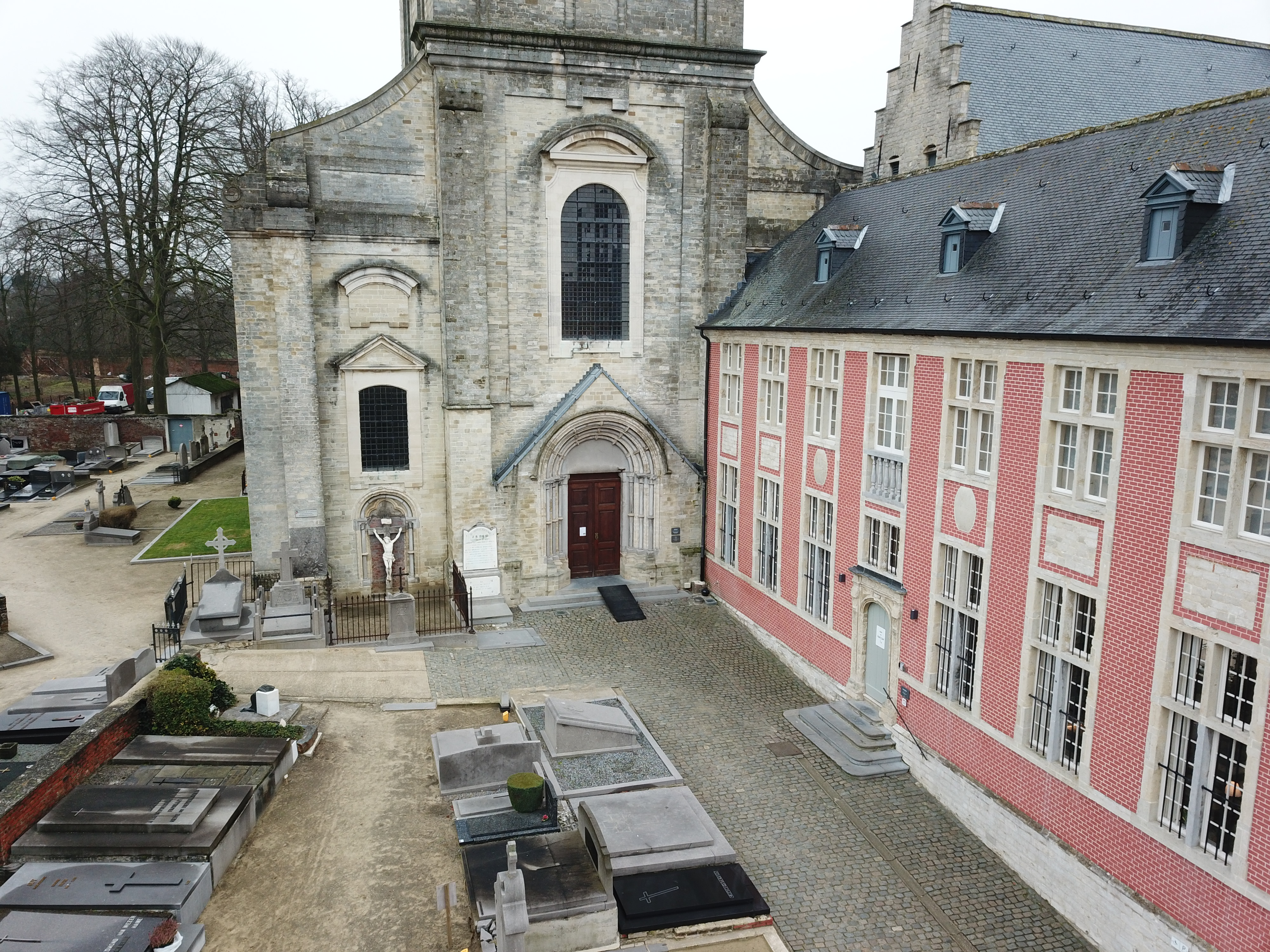

### Tentoonstellingen
- Van de wereld. Beelden van beslotenheid en bevrijding. Over afzondering in kloosters en abdijen (25 oktober 2017 - 25 februari 2018).
- Hemel & Aarde Bewegen. Fototentoonstelling Myriam Rispens over processies (15 december 2023 - 17 maart 2024).
- Aan Tafel! (21 april 2024 - 20 oktober 2024).
- Zonder Label (14 december 2024 - 6 april 2025).
- Ecstasy & Orewoet. Onderdeel van het overkoepelende project In Extase in samenwerking met KADOC-KU Leuven (10 mei 2025 - 9 november 2025).

## Expertisecentrum
PARCUM is tevens het door de Vlaamse overheid erkend expertisecentrum voor religieuze kunst en cultuur. Vanuit die functie ondersteunt het centrum kerkenbeleidsplannen bij de herbestemming van (parochie)kerken.

## Bereikbaarheid
- Bussen De Lijn 4, 5, 6 en 630
- Toeristenzonnetrein